# Ralph Waite
Ralph Waite (White Plains, Nueva York; 22 de junio de 1928 - Palm Desert, California; 13 de febrero de 2014) fue un actor estadounidense cuyo papel más conocido fue el de John Walton, Sr. en la serie de televisión Los Walton.

## Biografía
Waite, el mayor de cinco hermanos, nació en White Plains (Nueva York, EE. UU.), hijo de Ralph H. Waite, un ingeniero de la construcción, y Esther (Mitchell) Waite. Demasiado joven para luchar en la Segunda Guerra Mundial, Waite sirvió en el Cuerpo de Marines de los Estados Unidos entre 1946 y 1948. Posteriormente se graduó en la Universidad Brucknell en Lewisburg (Pensilvania) y trabajó durante un breve período como trabajador social. Luego obtuvo una maestría en la Divinity School de la Universidad de Yale y fue ordenado como ministro presbiteriano, trabajando como editor religioso en Harper & Row en Nueva York antes de decidirse por la carrera de actor.
Trabajó tanto en cine como en televisión, destacando en este último medio en títulos como la miniserie Raíces (1977) o las series Los Walton (1972-1981), The Mississippi (1982-1984), Carnivàle (2003-2005), Days of Our Lives (2009-2013), "Bones" (2009-2013) y NCIS (2008-2013). En cine participó en películas como La leyenda del indomable (1967), El guardaespaldas (1992) o Máximo riesgo (1993).
Ralph Waite falleció el 13 de febrero de 2014 a los 85 años de edad.
El capítulo 24 de la undécima temporada de NCIS trata sobre la muerte del personaje interpretado por él. "En memoria de Ralph Waite, un actor talentoso y nuestro amigo".

## Filmografía

### Cine
- Cool Hand Luke (1967) Alibi
- A Lovely Way to Die (1968)
- Five Easy Pieces (1970) Carl Fidelio Dupea
- Lawman (1971)
- The Grissom Gang (1971)
- The Pursuit of Happiness (1971)
- The Sporting Club (1971)
- Chato's Land (1972)
- Girls on the Road (1972)
- The Magnificent Seven Ride (1972)
- Trouble Man (1972)
- Hot Summer Week (1973)
- Kid Blue (1973)
- The Stone Killer (1973)
- Red Alert,(1977)
- Waiting for Godot (TV) (1977)
- Angel City (1980)
- OHMS (1980)
- On the Nickel (1980)
- Good Old Boy: A Delta Boyhood (1988) Narrador
- Red Earth, White Earth (1989) Martin
- Crash and Burn (1990)'
- Desperate Hours (1990)
- El guardaespaldas (1992) Herb Farmer
- Cliffhanger (1993)
- Sioux City (1994)
- Homeward Bound II: Lost in San Francisco (1996) (voz)
- The West (1996)
- A Walton Easter (1997)
- Sunshine State (2002)
- Timequest (2002)
- Silver City (2004)
- Letters to God (2010)
- 25 Hill (2011)

### Televisión
- Look Up and Live (1966)
- The Borgia Stick (1967)
- N.Y.P.D.
- Bonanza (1970) "The Lady and the Mark" — Hoby
- Nichols (1971)
- The Waltons (1972–81) John Walton, Sr.
- The Thanksgiving Story (1973)
- The Secret Life of John Chapman (1976)
- Raíces (1977), Third Mate, Slater
- CBS: On the Air (1978)
- The Gentleman Bandit (1981)
- A Day for Thanks on Walton's Mountain (1982)
- A Wedding on Walton's Mountain (1982)
- Mother's Day on Waltons Mountain (1982)
- A Good Sport (1984)
- Growing Pains (1984) Rob
- Crime of Innocence (1985) Frank Hayward
- The Mississippi (1983) Ben Walker
- Reading Rainbow (1987)
- Murder, She Wrote (1989) DA Paul Robbins
- Sparks: The Price of Passion (1990)
- A Walton Thanksgiving Reunion (1993)
- Keys (1994)
- Sin & Redemption (TV) (1994)
- Time Trax (1994)
- A Season of Hope (1995)
- A Walton Wedding (1995)
- Murder One (1996) Malcolm Dietrich
- Orleans (1997)
- Chicken Soup for the Soul (1999)
- The Outer Limits (1999)
- The Third Twin (1997) Senador Proust
- The President's Man (2000)
- Spirit (2001)
- All My Children (2001) Bart
- Blessings (TV)  (2003)
- Carnivàle (2003–2005)
- The Practice (2004)
- Cold Case (2007) Felton Metz
- CSI (2008) "Young Man with a Horn" - Sheriff Montgomery
- NCIS (2008–2013) Jackson Gibbs (8 episodios)
- The Cleaner (2008)
- Ace Ventura Jr: Pet Detective (TV) (2009)
- Kickin' It (2011) Principal Keener (7 episodios)
- Days of our Lives (2009–2014) Father Matt (recurrente)
- Grey's Anatomy (2009) "Tainted Obligation" - Irving Waller
- Bones (2009-2013) Poops - Abuelo de Seeley Booth